# Karyna Dsjamidsik
Karyna Alehauna Dsjamidsik (belarussisch Карына Алегаўна Дзямідзік, engl. Transkription Karyna Demidik; * 10. Februar 1999 in Baranawitschy als Karyna Taranda, belarussisch Карына Таранда) ist eine belarussische Leichtathletin, die sich auf den Hochsprung spezialisiert hat.

## Sportliche Laufbahn
Ihren ersten internationalen Auftritt hatte Karyna Dsjamidsik bei den 2016 erstmals ausgetragenen Jugendeuropameisterschaften in der georgischen Hauptstadt Tiflis, bei denen sie mit 1,75 m in der Qualifikation ausschied. Im Jahr darauf nahm sie an den U20-Europameisterschaften in Grosseto teil und gewann dort mit 1,87 m die Silbermedaille hinter der Tschechin Michaela Hrubá. 2018 nahm sie an den U20-Weltmeisterschaften im finnischen Tampere teil und gewann dort mit neuem belarussischen Juniorinnenrekord von 1,92 m die Goldmedaille vor der Irin Sommer Lecky. Damit qualifizierte sie sich für die Europameisterschaften in Berlin, bei denen sie mit übersprungenen 1,87 m im Finale den zwölften Platz belegte, wie auch bei den Halleneuropameisterschaften in Glasgow im Jahr darauf. Anschließend gelangte sie bei den U23-Europameisterschaften in Gävle mit übersprungenen 1,92 m auf den vierten Platz und belegte bei den Weltmeisterschaften in Doha mit 1,96 m im Finale den sechsten Platz. 2021 schied sie bei den Halleneuropameisterschaften in Toruń mit 1,87 m in der Qualifikation aus. Mitte Juni siegte sie mit 1,96 m beim Sollentuna GP und wurde anschließend bei den U23-Europameisterschaften in Tallinn mit 1,89 m Vierte, ehe sie bei den Olympischen Spielen in Tokio mit 1,90 m in der Qualifikation ausschied.
In den Jahren von 2017 bis 2019 sowie 2021 wurde Dsjamidsik belarussische Meisterin im Freien sowie 2018, 2019 und 2021 auch in der Halle.

## Persönliche Bestleistungen
- Hochsprung (Freiluft): 2,00 m, 5. Juli 2019 in Lausanne (belarussischer Rekord)
- Hochsprung (Halle): 1,94 m, 6. Februar 2019 in Brünn